# Euryopis clarus
Euryopis clarus là một loài nhện trong họ Theridiidae.
Loài này thuộc chi Euryopis. Euryopis clarus được A. V. Ponomarev miêu tả năm 2005.